# Philosophie postmoderne
 (décembre 2020).
La philosophie postmoderne désigne un ensemble de discours et de travaux apparus en majorité dans les années 1960, en particulier en France (notamment ceux que les Américains ont rangés sous le nom de « French Theory »). Cette appellation, héritée surtout de la conception qu'une époque avait de sa condition (postmodernité), et popularisée notamment par le philosophe Jean-François Lyotard, regroupe des pensées qui développent une forte critique de la tradition et de la rationalité propres à la modernité occidentale, et qui proposent des manières nouvelles de questionner les textes et l'histoire, influencées notamment par le marxisme, la critique kierkegaardienne et nietzschéenne de la rationalité, la phénoménologie de Husserl, la psychanalyse de Freud et de Lacan, le structuralisme de Lévi-Strauss, mais aussi par la linguistique et la critique littéraire.
On inclut souvent derrière cette appellation les philosophies de Foucault, de Deleuze et de Derrida, mais aussi de Althusser, Castoriadis, Lyotard, Baudrillard, Guattari, Irigaray, Nancy, Lacoue-Labarthe, Kristeva en France ; Feyerabend, Cavell, Rorty, Jameson, Butler, Ronell aux États-Unis ; Vattimo, Perniola, Agamben en Italie ; Kurt Röttgers, Sloterdijk en Allemagne ; Žižek en Slovénie, et quelques autres, qui ont en commun une posture de critique et de méfiance, de liberté voire de rupture vis-à-vis des traditions idéologiques de la modernité en Occident (humanisme). L'unité de ces pensées, comme le nom sous lequel on les regroupe, soulève toutefois de nombreux désaccords. Ainsi Foucault refusait pour sa part l'appellation « postmoderne », se réclamant plutôt de la modernité.
La philosophie postmoderne est parfois confondue à tort avec le postmodernisme en tant que mouvement artistique, surtout dans l'architecture, qui en est un précurseur.

## Caractéristiques communes et différences

### Caractères communs

#### Naissance et essor
La philosophie postmoderne désigne un ensemble d'études critiques menées entre les années 1950 et les années 1970 voire 1980, qui rejettent en partie les tendances universalistes et rationalistes de la philosophie des temps modernes, ou cherchent à s'en distancer pour mieux les analyser. Elle s'applique à des travaux et à des mouvements qui héritent des grands penseurs du soupçon de la fin du XIXe siècle et du début du XXe siècle (Marx, Nietzsche, Freud, puis Heidegger), comme le post-structuralisme, la déconstruction, le multiculturalisme, et une partie de la théorie de la littérature, qui se montrent spécialement sceptiques face au déploiement traditionnel du discours dans la philosophie, la littérature, la politique, les sciences, etc.

#### Attitude critique et concepts
Les travaux qualifiés de postmodernes rompent en général avec le règne du sujet et de la raison, et les traditions philosophiques et idéologiques européennes héritées du Siècle des Lumières, comme la quête d'un système rationnel universel qu'on trouve dans le kantisme ou l'hégélianisme. C'est dans ce sens que Jacques Derrida s'est proposé de déconstruire ce qu'il appelle le « logocentrisme », c'est-à-dire le primat de la raison sur tout ce qui est « irrationnel », la raison s'arrogeant d'habitude le droit de définir ce qu'est l'« irrationalité » et de la rejeter. Ce logocentrisme se double, toujours selon Derrida, d'un « ethnocentrisme » (primat non seulement de la raison, mais aussi de la raison « occidentale »). Il devient par la suite « phallogocentrisme » : le primat de la raison, du logos, est aussi le primat du masculin.
Les philosophies postmodernes se méfient aussi des dichotomies (oppositions binaires) qui dominent la métaphysique et l’humanisme occidentaux, telles que les oppositions entre vrai et faux, corps et esprit, société et individu, liberté et déterminisme, présence et absence, domination et soumission, masculin et féminin. 
L'idée d'une philosophie postmoderne a essentiellement pris corps grâce aux États-Unis, en particulier par la lecture d'un ensemble d'auteurs français, dont le corpus d'idées reste identifié sous le terme de « French Theory ».

### « Une » philosophie de la différence

#### Général
Les premiers philosophes ayant influencé la philosophie postmoderne ont été Jean-François Lyotard, Michel Foucault, Gilles Deleuze et Jacques Derrida. Car bien que ceux-ci ne s'en réclament pas, voire rejettent ce courant, ils auraient, selon Alex Callinicos, « contribué à créer l’atmosphère intellectuelle dans laquelle celle-ci pouvait s’épanouir ».

#### Gilles Deleuze: les différences
La différence deleuzienne provient essentiellement d'une réflexion à partir de l'éternel retour nietzschéen et de la multiplicité bergsonienne. D'après Philippe Sergeant, « Deleuze avait pensé une "différence irréductible à l'opposition dialectique" ». 

#### Jacques Derrida: la différance
La différance derridienne s'inspire de deux sources majeures, qui ne sont pas les mêmes que pour Deleuze, et qui sont même celles auxquelles Deleuze s'oppose le plus : le texte Identité et différence de Heidegger (in Questions I et II, Gallimard, 1990), et la dialectique des opposés chez Hegel et Schelling. En effet, la tentative derridienne de penser le processus de la différance, c'est-à-dire à la fois de la différenciation qui engendre les différences, et du différer au sens temporel, s'inscrit dans la lignée des tentatives de Schelling, de Heidegger, puis de Bataille (concept de souveraineté), pour penser cette différence, cette négativité absolue qui dépasserait le système hégélien, non à l'extérieur de ou contre ce système (en dehors), mais à l'intérieur, en son dedans même. Hegel reste néanmoins, selon Derrida, le modèle de cette tentative et tentation de penser la différence au sein-même du logos philosophique : 

« [...] il faut peut-être que la philosophie assume cette équivocité, la pense et se pense en elle, qu’elle accueille la duplicité et la différence dans la spéculation, dans la pureté même du sens philosophique. Nul plus profondément que Hegel ne l’a, nous semble-t-il, tenté. »

— Derrida, L'écriture et la différence, « Violence et métaphysique », Seuil, 1967, p.166
Philippe Sergeant affirme que « Derrida soupçonnait "l'opposition dialectique" comme la "différence irréductible de la pensée" », dans une formule qui s'oppose à l'esprit du deleuzisme, mais qui lui fait pendant, qui lui correspond, comme l'autre côté de la différance : les démarches de Deleuze et Derrida se compléteraient aussi bien qu'elles s'opposent, elles auraient un « but » commun, des objectifs similaires, en partant de prémisses différentes. Toute différence véritable, renvoie à la véritable différence : il n'y aurait finalement de contradiction qu'entre des philosophies qui affirment le Même, qui prétendent atteindre au Vrai ; tandis que des philosophies qui affirment différemment (et non pas de manière identique, à la manière de Hegel), la « différence », se rejoindraient.
Derrida est également l'inventeur de la déconstruction : il pratique la philosophie comme une forme de critique textuelle. Il critique le fait que la philosophie occidentale privilégie le concept de présence et le logos, que manifeste la parole, plutôt que l’absence et la trace, que manifestent l'écriture. Ainsi, Derrida affirme déconstruire le logocentrisme en soutenant, par exemple, que l’idéal occidental du logos présent est miné par l’expression de cet idéal sous la forme de marquage par un auteur absent. Ainsi, pour souligner ce paradoxe, Derrida reformalise la culture humaine comme un réseau disjoint de marquages et d’écrits proliférants dont l’auteur est absent (cf. Glas - 1974).

#### Jean-François Lyotard: le différend
Les écrits de Lyotard s’intéressent largement au rôle de la narration dans la culture humaine, et particulièrement à la façon dont ce rôle a changé lorsque nous avons quitté la modernité pour entrer dans une condition « postindustrielle » ou postmoderne. Lyotard soutient que les philosophies modernes légitimaient leurs prétentions à la vérité non sur des bases logiques ou empiriques (comme elles le prétendaient elles-mêmes), mais plutôt sur des histoires acceptées (ou « métanarrations ») à propos de la connaissance et du monde - ce que Wittgenstein appelait des « jeux de langage ». Lyotard soutient aussi que, dans notre condition postmoderne, ces métanarrations ne permettent plus de légitimer ces « prétentions à la vérité ». La question qui se pose est comment faire des jugements quand il n'y a pas de règle de jugement à laquelle on peut faire appel. Il s'agit de l’évidente incapacité des victimes de se faire entendre. Il suggère que, à la suite de l’effondrement des métanarrations modernes, les hommes développent un nouveau jeu de langage, un jeu qui ne revendique pas la vérité absolue mais qui glorifie plutôt un monde de relations perpétuellement changeantes (relations entre les personnes, ainsi qu’entre les personnes et le monde).

#### Michel Foucault: la singularité de l'épistémè
Bien que Derrida et Foucault soient cités comme philosophes postmodernes, chacun a rejeté plusieurs des opinions de l’autre.

### Le postmodernisme américain

#### Philosophie postmoderne et postanalytique
La philosophie postmoderne a aussi été influencée dans une certaine mesure par les critiques de Ludwig Wittgenstein contre la philosophie analytique postérieures au Tractatus logico-philosophicus, ainsi que par les travaux de Thomas Kuhn en philosophie des sciences dans la Structure des révolutions scientifiques, et s'inscrit plus généralement dans un rejet plus ou moins raisonné de ladite philosophie analytique.

#### Richard Rorty
Aux États-Unis, le plus connu des postmodernistes est Richard Rorty. Philosophe analytique au départ, Rorty estime que la conjonction de la critique de la distinction analytique et synthétique par W.V.O. Quine et de la critique du « Mythe du Donné » par Wilfrid Sellars permet d’abandonner la conception de la pensée ou du langage comme miroir d’une réalité ou d’un monde externe. De plus, commentant la critique du dualisme entre schème conceptuel et contenu empirique faite par Donald Davidson, il nous invite à nous demander si nos concepts particuliers sont liés au monde de manière appropriée, ou bien si nous pouvons justifier nos façons de décrire le monde comparativement à d'autres façons de le faire. Il soutient que la vérité ne se trouve pas dans l'adéquation ou la représentation du réel, mais qu'elle appartient à des pratiques sociales, et que le langage est ce qui sert nos intérêts à une période déterminée. Ainsi les langues anciennes sont parfois intraduisibles dans les langues modernes parce qu'elles comprennent un vocabulaire aujourd'hui inutile.

#### Cultural studiesetFrench Theory
Selon un document déclassifié en 2011 de la Central Intelligence Agency (CIA) américaine, les philosophes postmodernes et structuralistes français ont été surveillés par des espions. Le titre du rapport est France : Defection of the Leftist Intellectuals et affirme que « Ce mouvement, incarné dans les années 1970 par Michel Foucault, Roland Barthes, Jacques Lacan et Louis Althusser, « a fini par repenser et rejeter la tradition marxiste » », d'après la journaliste Violaine Morin. Les autorités américaines s'inquiètent de l'entrée de la pensée de ces auteurs dans leurs universités : en 1985 « apparaissent des départements de black studies, women’s studies, post-colonial studies ». L'historien de la philosophie François Cusset ajoute que la pensée postmoderne et structuraliste est en perte de vitesse en France dans les années 1980, rejette en définitive le marxisme et assiste à la victoire de l'« humanisme antitotalitaire » de Bernard-Henri Lévy et André Glucksmann. Il dit que « La CIA ne peut que constater que les intellectuels anticommunistes sont en position dominante, et pour une raison simple : il n’y a plus personne en face ».

## Postmodernisme et post-structuralisme
Jacques Derrida, dans L'écriture et la différence, (notamment l'article « Force et signification »), 1967, part du structuralisme pour mieux le dépasser dans sa propre théorie de l'écriture et de l'invention littéraire.
Le livre Les Mots et les Choses de Michel Foucault a été associé au structuralisme, mais l'auteur lui-même a nié représenter ce courant intellectuel.

## Critiques de la philosophie postmoderne
La méthode d'écriture employée par certains philosophes postmodernes a été critiquée de manière virulente par les physiciens Alan Sokal et Jean Bricmont. Alan Sokal, contestant l'usage — selon lui abusif ou inapproprié — de termes issus des sciences physiques et mathématiques dans un contexte philosophique ou social, produisit un faux article construit à partir de citations tirées d'ouvrages ou d'articles considérés comme « postmodernes ». Il le soumit à la revue Social Text qui l'accepta. Il révéla la supercherie dans un second article. Cette publication déclencha une controverse connue sous le nom d'« affaire Sokal ». Par la suite, Alan Sokal écrivit avec Jean Bricmont Impostures intellectuelles (1997), dans lequel les deux physiciens développent plus en détail leur critique de la philosophie post-moderne. Ils furent soutenus dans leur démarche par d'autres intellectuels et notamment par le linguiste Noam Chomsky et le philosophe Jacques Bouveresse.
Bruno Latour publie en 1991 Nous n'avons jamais été modernes : Essai d'anthropologie symétrique en s'inscrivant dans une tradition philosophique qu'il qualifie de « non-moderne », par opposition aux modernes et aux postmodernes.

### Auteurs et œuvres
- Philosophie « continentale » postmoderne :
  - Louis Althusser, Pour Marx, 1965, éd. La Découverte, 1996
  - Jacques Derrida, De la grammatologie, éd. Minuit, 1967
  - Jacques Derrida, L'écriture et la différence, éd. Seuil, 1967
  - Jacques Derrida, La dissémination, éd. Seuil, 1972
  - Michel Foucault, L'Archéologie du savoir, éd. Gallimard, 1969
  - Michel Foucault, Histoire de la folie à l'âge classique, éd. Gallimard, 1972
  - Gilles Deleuze, Différence et répétition, éd. PUF, 1968
  - Gilles Deleuze, Logique du sens, éd. Minuit, 1969
  - Gilles Deleuze et Félix Guattari, Mille Plateaux (Capitalisme et Schizophrénie, tome 2, éd. Minuit, 1980)
  - Gilles Deleuze et Félix Guattari, Qu'est-ce que la philosophie ?, éd. Minuit, 1991
  - Jean-François Lyotard, La Condition postmoderne, éd. Minuit, 1979
  - Jean-François Lyotard, Le Différend, éd. Minuit, 1984
  - Jean-François Lyotard, Le Postmoderne expliqué aux enfants : Correspondance 1982-1985, 2005
  - Gianni Vattimo, Les aventures de la différence, éd. Minuit, 1985
  - Gianni Vattimo, La fin de la modernité, éd. Seuil, 1987
  - Jean-François Petit, Penser après les postmodernes, 2005, Buchet-Chastel (commentaire et critique de Jean-François Lyotard et de Jürgen Habermas).
  - P. Gosselin, 2006 "Fuite de l'Absolu: Observations cyniques sur l'Occident postmoderne." Volume I Samizdat Québec 492 pages
  - Gilbert Hottois, De la Renaissance à la Postmodernité : Une histoire de la philosophie moderne et contemporaine, éd. De Boeck Université, 2001.
  - François Cusset, French Theory, éd. La Découverte, Paris, 2003.
  - Angèle Kremer-Marietti, La raison créatrice. Moderne ou postmoderne, Kimé, 1996.
- Philosophie analytique postmoderne ou philosophie « postanalytique » :
  - Paul Feyerabend (1924-1994), Contre la méthode (1975) et Adieu la raison (1987)
  - Richard Rorty (1931-2007), Philosophy and the Mirror of Nature (1979) et Contingency, Irony, and Solidarity (1989)
  - Donald Davidson, 1986, "A Coherence Theory of Truth and Knowledge", Truth And Interpretation, Perspectives on the Philosophy of Donald Davidson, éd. Ernest Lepore, Basil Blackwell, Oxford, afterwords. [à vérifier]
  - Mario Kopić, Sekstant, Belgrade, 2010.
  - Gilbert Hottois (éd.), Richard Rorty. Ambiguïtés et limites du postmodernisme, Vrin, 1994.

### Critiques
- Alan Sokal et Jean Bricmont, Impostures intellectuelles, Odile Jacob, 1997.  (ISBN 2-253-94276-6)
- Sokal A., Bricmont J., Hochstedt B., Pseudosciences et Postmodernisme, Odile Jacob, 2005.  (ISBN 2-7381-1615-9)
- Jacques Bouveresse, Prodiges et vertiges de l'analogie, Raisons d'agir, 1999.
- Daniel Bensaïd, Les Irréductibles, Textuel, 2001.

#### Autres
- Postmodernisme (architecture), Postconstructivisme, Déconstructivisme, Études postcoloniales